# Ilha Mfangano

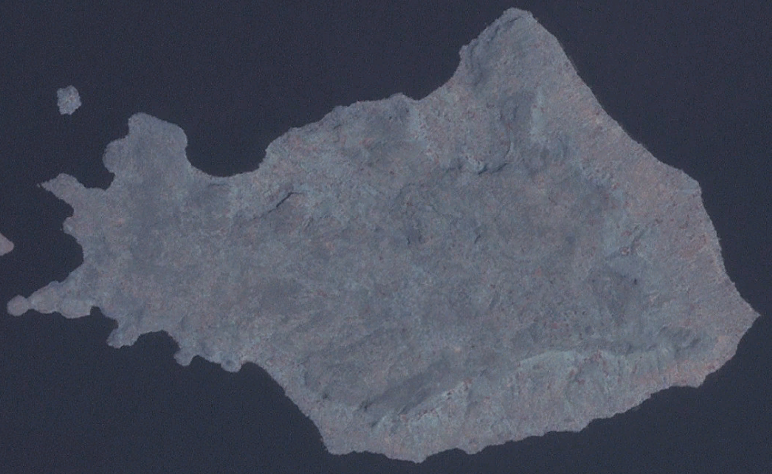
Imagem de satélite da ilha

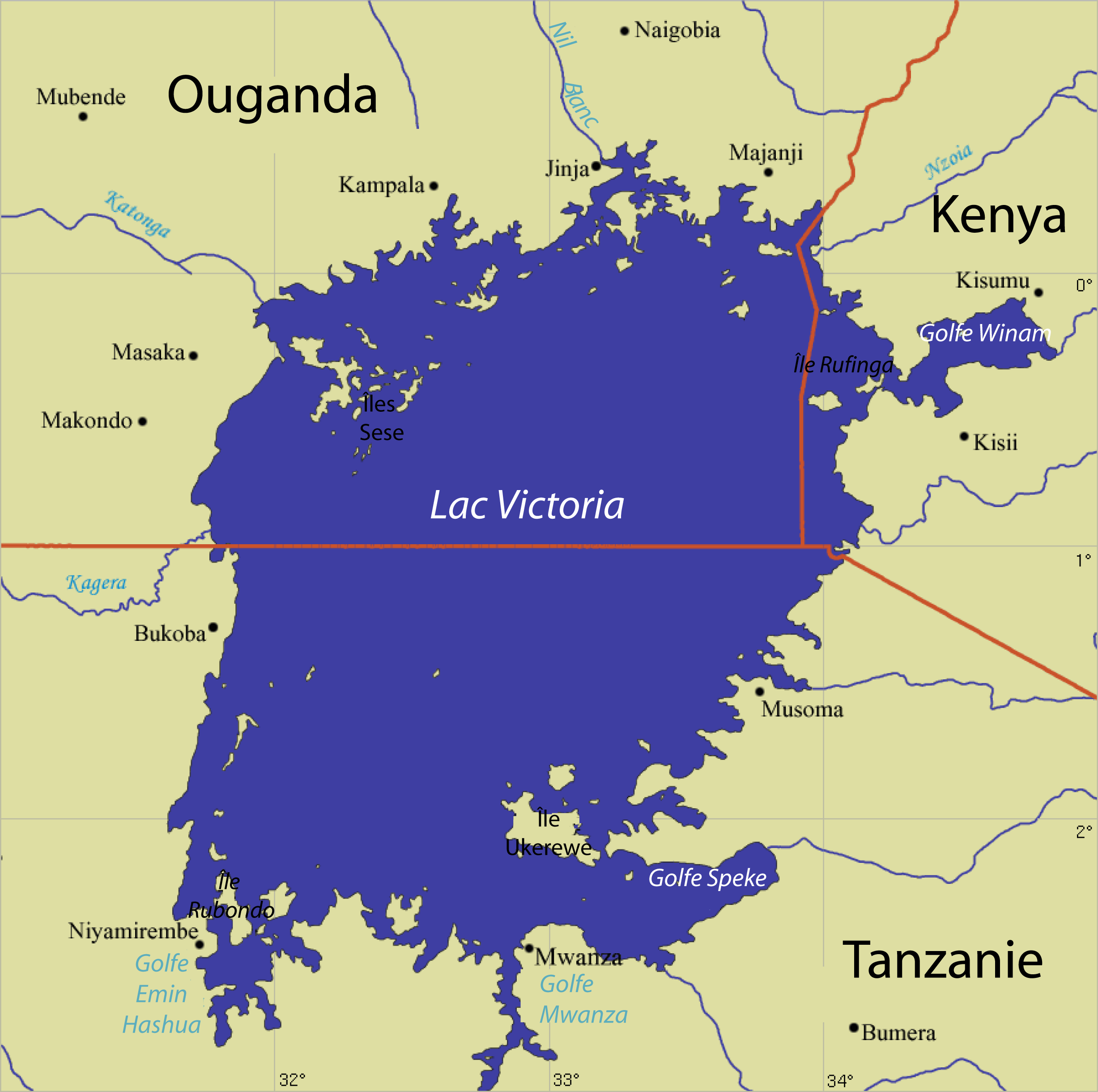
A ilha fica na parte oriental do lago Vitória

A ilha Mfangano é uma ilha do Quénia, na parte oriental do lago Vitória, no golfo Winam a oeste da ilha Rusinga. Tem 65 km² de área e a sua altitude máxima é 1694 m, no monte Kwitutu. 
Tinha 16282 habitantes segundo o censo de 1999. Administrativamente, Mfangano é uma das cinco divisões do distrito de Suba na província de Nyanza.